# Цукерторт, Иоганн Герман
Иоганн Герман Цукерторт (нем. Johannes Hermann Zukertort; 7 сентября 1842, Люблин, Царство Польское — 20 июня 1888, Лондон) — один из сильнейших шахматистов мира 2-й половины XIX века, претендент на мировое первенство. Шахматный журналист; редактор журнала «Новая берлинская шахматная газета» (нем. Neue Berliner Schachzeitung, 1867—1871) совместно с Адольфом Андерсеном, основатель британского журнала «Шахматный ежемесячник» (англ. Chess monthly).

## Биография
Иоганн Герман Цукерторт родился 7 сентября 1842 года в Люблине в семье прусского миссионера. Школьные и студенческие годы провёл в Бреслау. Шахматами увлёкся в 13 лет, совершенствовался под руководством Андерсена, став вторым шахматистом города после учителя. В 1867—1872 годах жил в Берлине, где был одним из деятелей бисмарковской политической журналистики. В конце 1860-х годов участвовал в нескольких национальных турнирах, сыграл два матча с Адольфом Андерсеном: в 1868 (+3−8=1) и 1871 (+5−2) годах.
После турнира в Лондоне (3-е место) и матча с Вильгельмом Стейницем (+1−7=4) в 1872 году остался в Лондоне и целиком посвятил себя шахматам (имел незаконченное медицинское образование в университете Бреслау, проявил себя как музыкальный критик, написал несколько философских работ). Человек разносторонней культуры, Цукерторт владел многими языками (немецким, английским, французским, испанским, итальянским, польским, русским, латынью, древнегреческим, арабским, санскритом, ивритом), обладал феноменальной памятью (помнил все свои партии), установил мировой рекорд игры вслепую — 16 партий, сыгранных одновременно.
Совместно с Жаном Дюфренем Цукерторт стал автором шахматного учебника и ряда других книг.
Результаты в международных соревнованиях: Лейпциг (1877) — 2—3-е места (проиграл дополнительную партию Андерсену); Париж (1878) — 1—2-е места (выиграл дополнительный матч у Шимона Винавера — +2=2); Берлин (1881) — 2-е место; Вена (1882) — 4—5-е места; Лондон (1883) — 1-е место (опередил Стейница, Джозефа Блэкберна, Михаила Чигорина и других сильнейших шахматистов мира). Выиграл матчи у Самуэля Розенталя (1880) — +7−1=11 и Джозефа Блэкберна (1881) — +7−2=5.
После победы Цукерторта в турнире 1883 года Стейниц, занявший второе место, но уступив три очка, вызвал его на матч. Переговоры затянулись и шли больше двух лет; высказывались мнения, что Цукерторт специально оттягивает матч. Вспоминали о том, что на турнире в Лондоне он лидировал с большим отрывом, однако финиш провёл плохо (это, правда, уже не могло повлиять на распределение мест).
Поединок Цукерторта и Стейница состоялся в 1886 году и стал первым в истории шахмат матчем за первенство мира.

Противопоставление логики — фантазии, планомерной позиционной игры — неожиданным комбинационным решениям привнесло в шахматы такие термины, как «романтизм» и «реализм». Их применение вызвало немало гневных слов. И напрасно.
— Яков Нейштадт
Цукерторт, ученик Андерсена, «считал, что без комбинации нет шахматного искусства». Стейниц, начинавший с комбинационных романтических игр, отошёл от них, занялся теоретическими исследованиями, создал своё учение. Матч стал борьбой шахматного романтизма и шахматного реализма, а его результат придавал борьбе ещё большее значение.
Цукерторт потерпел поражение со счётом +5-10=5. Реализм победил романтизм.
Неизвестно, в каком состоянии было здоровье Цукерторта, потому что как дипломированный врач тот лечил себя сам. Известно, что он начал матч, набрав 4 очка в пяти партиях. Но затем Стейниц сравнял счёт, вышел вперёд и победил с большим отрывом.
После матча Цукерторт участвовал в некоторых соревнованиях, однако без особого успеха.
Через два года Иоганн Герман Цукерторт скончался, не дожив нескольких месяцев до сорока шести лет.
Похоронен на Бромптонском кладбище в Лондоне.

## Самая известная партия
|   | a | b | c | d | e | f | g | h |   |
| - | --- | --- | --- | --- | --- | --- | --- | --- | - |
| 8 | c8 чёрная ладья · g8 чёрный король · a7 чёрная пешка · b7 чёрный слон · c7 чёрная ладья · e7 чёрный ферзь · h7 чёрная пешка · b6 чёрная пешка · e6 чёрная пешка · f6 чёрный конь · g6 чёрная пешка · d5 чёрная пешка · d4 белая пешка · f4 белая пешка · b3 белая пешка · d3 белый слон · e3 белая ладья · a2 белая пешка · b2 белый слон · d2 белый ферзь · g2 белая пешка · h2 белая пешка · f1 белая ладья · g1 белый король | c8 чёрная ладья · g8 чёрный король · a7 чёрная пешка · b7 чёрный слон · c7 чёрная ладья · e7 чёрный ферзь · h7 чёрная пешка · b6 чёрная пешка · e6 чёрная пешка · f6 чёрный конь · g6 чёрная пешка · d5 чёрная пешка · d4 белая пешка · f4 белая пешка · b3 белая пешка · d3 белый слон · e3 белая ладья · a2 белая пешка · b2 белый слон · d2 белый ферзь · g2 белая пешка · h2 белая пешка · f1 белая ладья · g1 белый король | c8 чёрная ладья · g8 чёрный король · a7 чёрная пешка · b7 чёрный слон · c7 чёрная ладья · e7 чёрный ферзь · h7 чёрная пешка · b6 чёрная пешка · e6 чёрная пешка · f6 чёрный конь · g6 чёрная пешка · d5 чёрная пешка · d4 белая пешка · f4 белая пешка · b3 белая пешка · d3 белый слон · e3 белая ладья · a2 белая пешка · b2 белый слон · d2 белый ферзь · g2 белая пешка · h2 белая пешка · f1 белая ладья · g1 белый король | c8 чёрная ладья · g8 чёрный король · a7 чёрная пешка · b7 чёрный слон · c7 чёрная ладья · e7 чёрный ферзь · h7 чёрная пешка · b6 чёрная пешка · e6 чёрная пешка · f6 чёрный конь · g6 чёрная пешка · d5 чёрная пешка · d4 белая пешка · f4 белая пешка · b3 белая пешка · d3 белый слон · e3 белая ладья · a2 белая пешка · b2 белый слон · d2 белый ферзь · g2 белая пешка · h2 белая пешка · f1 белая ладья · g1 белый король | c8 чёрная ладья · g8 чёрный король · a7 чёрная пешка · b7 чёрный слон · c7 чёрная ладья · e7 чёрный ферзь · h7 чёрная пешка · b6 чёрная пешка · e6 чёрная пешка · f6 чёрный конь · g6 чёрная пешка · d5 чёрная пешка · d4 белая пешка · f4 белая пешка · b3 белая пешка · d3 белый слон · e3 белая ладья · a2 белая пешка · b2 белый слон · d2 белый ферзь · g2 белая пешка · h2 белая пешка · f1 белая ладья · g1 белый король | c8 чёрная ладья · g8 чёрный король · a7 чёрная пешка · b7 чёрный слон · c7 чёрная ладья · e7 чёрный ферзь · h7 чёрная пешка · b6 чёрная пешка · e6 чёрная пешка · f6 чёрный конь · g6 чёрная пешка · d5 чёрная пешка · d4 белая пешка · f4 белая пешка · b3 белая пешка · d3 белый слон · e3 белая ладья · a2 белая пешка · b2 белый слон · d2 белый ферзь · g2 белая пешка · h2 белая пешка · f1 белая ладья · g1 белый король | c8 чёрная ладья · g8 чёрный король · a7 чёрная пешка · b7 чёрный слон · c7 чёрная ладья · e7 чёрный ферзь · h7 чёрная пешка · b6 чёрная пешка · e6 чёрная пешка · f6 чёрный конь · g6 чёрная пешка · d5 чёрная пешка · d4 белая пешка · f4 белая пешка · b3 белая пешка · d3 белый слон · e3 белая ладья · a2 белая пешка · b2 белый слон · d2 белый ферзь · g2 белая пешка · h2 белая пешка · f1 белая ладья · g1 белый король | c8 чёрная ладья · g8 чёрный король · a7 чёрная пешка · b7 чёрный слон · c7 чёрная ладья · e7 чёрный ферзь · h7 чёрная пешка · b6 чёрная пешка · e6 чёрная пешка · f6 чёрный конь · g6 чёрная пешка · d5 чёрная пешка · d4 белая пешка · f4 белая пешка · b3 белая пешка · d3 белый слон · e3 белая ладья · a2 белая пешка · b2 белый слон · d2 белый ферзь · g2 белая пешка · h2 белая пешка · f1 белая ладья · g1 белый король | 8 |
| 7 | c8 чёрная ладья · g8 чёрный король · a7 чёрная пешка · b7 чёрный слон · c7 чёрная ладья · e7 чёрный ферзь · h7 чёрная пешка · b6 чёрная пешка · e6 чёрная пешка · f6 чёрный конь · g6 чёрная пешка · d5 чёрная пешка · d4 белая пешка · f4 белая пешка · b3 белая пешка · d3 белый слон · e3 белая ладья · a2 белая пешка · b2 белый слон · d2 белый ферзь · g2 белая пешка · h2 белая пешка · f1 белая ладья · g1 белый король | c8 чёрная ладья · g8 чёрный король · a7 чёрная пешка · b7 чёрный слон · c7 чёрная ладья · e7 чёрный ферзь · h7 чёрная пешка · b6 чёрная пешка · e6 чёрная пешка · f6 чёрный конь · g6 чёрная пешка · d5 чёрная пешка · d4 белая пешка · f4 белая пешка · b3 белая пешка · d3 белый слон · e3 белая ладья · a2 белая пешка · b2 белый слон · d2 белый ферзь · g2 белая пешка · h2 белая пешка · f1 белая ладья · g1 белый король | c8 чёрная ладья · g8 чёрный король · a7 чёрная пешка · b7 чёрный слон · c7 чёрная ладья · e7 чёрный ферзь · h7 чёрная пешка · b6 чёрная пешка · e6 чёрная пешка · f6 чёрный конь · g6 чёрная пешка · d5 чёрная пешка · d4 белая пешка · f4 белая пешка · b3 белая пешка · d3 белый слон · e3 белая ладья · a2 белая пешка · b2 белый слон · d2 белый ферзь · g2 белая пешка · h2 белая пешка · f1 белая ладья · g1 белый король | c8 чёрная ладья · g8 чёрный король · a7 чёрная пешка · b7 чёрный слон · c7 чёрная ладья · e7 чёрный ферзь · h7 чёрная пешка · b6 чёрная пешка · e6 чёрная пешка · f6 чёрный конь · g6 чёрная пешка · d5 чёрная пешка · d4 белая пешка · f4 белая пешка · b3 белая пешка · d3 белый слон · e3 белая ладья · a2 белая пешка · b2 белый слон · d2 белый ферзь · g2 белая пешка · h2 белая пешка · f1 белая ладья · g1 белый король | c8 чёрная ладья · g8 чёрный король · a7 чёрная пешка · b7 чёрный слон · c7 чёрная ладья · e7 чёрный ферзь · h7 чёрная пешка · b6 чёрная пешка · e6 чёрная пешка · f6 чёрный конь · g6 чёрная пешка · d5 чёрная пешка · d4 белая пешка · f4 белая пешка · b3 белая пешка · d3 белый слон · e3 белая ладья · a2 белая пешка · b2 белый слон · d2 белый ферзь · g2 белая пешка · h2 белая пешка · f1 белая ладья · g1 белый король | c8 чёрная ладья · g8 чёрный король · a7 чёрная пешка · b7 чёрный слон · c7 чёрная ладья · e7 чёрный ферзь · h7 чёрная пешка · b6 чёрная пешка · e6 чёрная пешка · f6 чёрный конь · g6 чёрная пешка · d5 чёрная пешка · d4 белая пешка · f4 белая пешка · b3 белая пешка · d3 белый слон · e3 белая ладья · a2 белая пешка · b2 белый слон · d2 белый ферзь · g2 белая пешка · h2 белая пешка · f1 белая ладья · g1 белый король | c8 чёрная ладья · g8 чёрный король · a7 чёрная пешка · b7 чёрный слон · c7 чёрная ладья · e7 чёрный ферзь · h7 чёрная пешка · b6 чёрная пешка · e6 чёрная пешка · f6 чёрный конь · g6 чёрная пешка · d5 чёрная пешка · d4 белая пешка · f4 белая пешка · b3 белая пешка · d3 белый слон · e3 белая ладья · a2 белая пешка · b2 белый слон · d2 белый ферзь · g2 белая пешка · h2 белая пешка · f1 белая ладья · g1 белый король | c8 чёрная ладья · g8 чёрный король · a7 чёрная пешка · b7 чёрный слон · c7 чёрная ладья · e7 чёрный ферзь · h7 чёрная пешка · b6 чёрная пешка · e6 чёрная пешка · f6 чёрный конь · g6 чёрная пешка · d5 чёрная пешка · d4 белая пешка · f4 белая пешка · b3 белая пешка · d3 белый слон · e3 белая ладья · a2 белая пешка · b2 белый слон · d2 белый ферзь · g2 белая пешка · h2 белая пешка · f1 белая ладья · g1 белый король | 7 |
| 6 | c8 чёрная ладья · g8 чёрный король · a7 чёрная пешка · b7 чёрный слон · c7 чёрная ладья · e7 чёрный ферзь · h7 чёрная пешка · b6 чёрная пешка · e6 чёрная пешка · f6 чёрный конь · g6 чёрная пешка · d5 чёрная пешка · d4 белая пешка · f4 белая пешка · b3 белая пешка · d3 белый слон · e3 белая ладья · a2 белая пешка · b2 белый слон · d2 белый ферзь · g2 белая пешка · h2 белая пешка · f1 белая ладья · g1 белый король | c8 чёрная ладья · g8 чёрный король · a7 чёрная пешка · b7 чёрный слон · c7 чёрная ладья · e7 чёрный ферзь · h7 чёрная пешка · b6 чёрная пешка · e6 чёрная пешка · f6 чёрный конь · g6 чёрная пешка · d5 чёрная пешка · d4 белая пешка · f4 белая пешка · b3 белая пешка · d3 белый слон · e3 белая ладья · a2 белая пешка · b2 белый слон · d2 белый ферзь · g2 белая пешка · h2 белая пешка · f1 белая ладья · g1 белый король | c8 чёрная ладья · g8 чёрный король · a7 чёрная пешка · b7 чёрный слон · c7 чёрная ладья · e7 чёрный ферзь · h7 чёрная пешка · b6 чёрная пешка · e6 чёрная пешка · f6 чёрный конь · g6 чёрная пешка · d5 чёрная пешка · d4 белая пешка · f4 белая пешка · b3 белая пешка · d3 белый слон · e3 белая ладья · a2 белая пешка · b2 белый слон · d2 белый ферзь · g2 белая пешка · h2 белая пешка · f1 белая ладья · g1 белый король | c8 чёрная ладья · g8 чёрный король · a7 чёрная пешка · b7 чёрный слон · c7 чёрная ладья · e7 чёрный ферзь · h7 чёрная пешка · b6 чёрная пешка · e6 чёрная пешка · f6 чёрный конь · g6 чёрная пешка · d5 чёрная пешка · d4 белая пешка · f4 белая пешка · b3 белая пешка · d3 белый слон · e3 белая ладья · a2 белая пешка · b2 белый слон · d2 белый ферзь · g2 белая пешка · h2 белая пешка · f1 белая ладья · g1 белый король | c8 чёрная ладья · g8 чёрный король · a7 чёрная пешка · b7 чёрный слон · c7 чёрная ладья · e7 чёрный ферзь · h7 чёрная пешка · b6 чёрная пешка · e6 чёрная пешка · f6 чёрный конь · g6 чёрная пешка · d5 чёрная пешка · d4 белая пешка · f4 белая пешка · b3 белая пешка · d3 белый слон · e3 белая ладья · a2 белая пешка · b2 белый слон · d2 белый ферзь · g2 белая пешка · h2 белая пешка · f1 белая ладья · g1 белый король | c8 чёрная ладья · g8 чёрный король · a7 чёрная пешка · b7 чёрный слон · c7 чёрная ладья · e7 чёрный ферзь · h7 чёрная пешка · b6 чёрная пешка · e6 чёрная пешка · f6 чёрный конь · g6 чёрная пешка · d5 чёрная пешка · d4 белая пешка · f4 белая пешка · b3 белая пешка · d3 белый слон · e3 белая ладья · a2 белая пешка · b2 белый слон · d2 белый ферзь · g2 белая пешка · h2 белая пешка · f1 белая ладья · g1 белый король | c8 чёрная ладья · g8 чёрный король · a7 чёрная пешка · b7 чёрный слон · c7 чёрная ладья · e7 чёрный ферзь · h7 чёрная пешка · b6 чёрная пешка · e6 чёрная пешка · f6 чёрный конь · g6 чёрная пешка · d5 чёрная пешка · d4 белая пешка · f4 белая пешка · b3 белая пешка · d3 белый слон · e3 белая ладья · a2 белая пешка · b2 белый слон · d2 белый ферзь · g2 белая пешка · h2 белая пешка · f1 белая ладья · g1 белый король | c8 чёрная ладья · g8 чёрный король · a7 чёрная пешка · b7 чёрный слон · c7 чёрная ладья · e7 чёрный ферзь · h7 чёрная пешка · b6 чёрная пешка · e6 чёрная пешка · f6 чёрный конь · g6 чёрная пешка · d5 чёрная пешка · d4 белая пешка · f4 белая пешка · b3 белая пешка · d3 белый слон · e3 белая ладья · a2 белая пешка · b2 белый слон · d2 белый ферзь · g2 белая пешка · h2 белая пешка · f1 белая ладья · g1 белый король | 6 |
| 5 | c8 чёрная ладья · g8 чёрный король · a7 чёрная пешка · b7 чёрный слон · c7 чёрная ладья · e7 чёрный ферзь · h7 чёрная пешка · b6 чёрная пешка · e6 чёрная пешка · f6 чёрный конь · g6 чёрная пешка · d5 чёрная пешка · d4 белая пешка · f4 белая пешка · b3 белая пешка · d3 белый слон · e3 белая ладья · a2 белая пешка · b2 белый слон · d2 белый ферзь · g2 белая пешка · h2 белая пешка · f1 белая ладья · g1 белый король | c8 чёрная ладья · g8 чёрный король · a7 чёрная пешка · b7 чёрный слон · c7 чёрная ладья · e7 чёрный ферзь · h7 чёрная пешка · b6 чёрная пешка · e6 чёрная пешка · f6 чёрный конь · g6 чёрная пешка · d5 чёрная пешка · d4 белая пешка · f4 белая пешка · b3 белая пешка · d3 белый слон · e3 белая ладья · a2 белая пешка · b2 белый слон · d2 белый ферзь · g2 белая пешка · h2 белая пешка · f1 белая ладья · g1 белый король | c8 чёрная ладья · g8 чёрный король · a7 чёрная пешка · b7 чёрный слон · c7 чёрная ладья · e7 чёрный ферзь · h7 чёрная пешка · b6 чёрная пешка · e6 чёрная пешка · f6 чёрный конь · g6 чёрная пешка · d5 чёрная пешка · d4 белая пешка · f4 белая пешка · b3 белая пешка · d3 белый слон · e3 белая ладья · a2 белая пешка · b2 белый слон · d2 белый ферзь · g2 белая пешка · h2 белая пешка · f1 белая ладья · g1 белый король | c8 чёрная ладья · g8 чёрный король · a7 чёрная пешка · b7 чёрный слон · c7 чёрная ладья · e7 чёрный ферзь · h7 чёрная пешка · b6 чёрная пешка · e6 чёрная пешка · f6 чёрный конь · g6 чёрная пешка · d5 чёрная пешка · d4 белая пешка · f4 белая пешка · b3 белая пешка · d3 белый слон · e3 белая ладья · a2 белая пешка · b2 белый слон · d2 белый ферзь · g2 белая пешка · h2 белая пешка · f1 белая ладья · g1 белый король | c8 чёрная ладья · g8 чёрный король · a7 чёрная пешка · b7 чёрный слон · c7 чёрная ладья · e7 чёрный ферзь · h7 чёрная пешка · b6 чёрная пешка · e6 чёрная пешка · f6 чёрный конь · g6 чёрная пешка · d5 чёрная пешка · d4 белая пешка · f4 белая пешка · b3 белая пешка · d3 белый слон · e3 белая ладья · a2 белая пешка · b2 белый слон · d2 белый ферзь · g2 белая пешка · h2 белая пешка · f1 белая ладья · g1 белый король | c8 чёрная ладья · g8 чёрный король · a7 чёрная пешка · b7 чёрный слон · c7 чёрная ладья · e7 чёрный ферзь · h7 чёрная пешка · b6 чёрная пешка · e6 чёрная пешка · f6 чёрный конь · g6 чёрная пешка · d5 чёрная пешка · d4 белая пешка · f4 белая пешка · b3 белая пешка · d3 белый слон · e3 белая ладья · a2 белая пешка · b2 белый слон · d2 белый ферзь · g2 белая пешка · h2 белая пешка · f1 белая ладья · g1 белый король | c8 чёрная ладья · g8 чёрный король · a7 чёрная пешка · b7 чёрный слон · c7 чёрная ладья · e7 чёрный ферзь · h7 чёрная пешка · b6 чёрная пешка · e6 чёрная пешка · f6 чёрный конь · g6 чёрная пешка · d5 чёрная пешка · d4 белая пешка · f4 белая пешка · b3 белая пешка · d3 белый слон · e3 белая ладья · a2 белая пешка · b2 белый слон · d2 белый ферзь · g2 белая пешка · h2 белая пешка · f1 белая ладья · g1 белый король | c8 чёрная ладья · g8 чёрный король · a7 чёрная пешка · b7 чёрный слон · c7 чёрная ладья · e7 чёрный ферзь · h7 чёрная пешка · b6 чёрная пешка · e6 чёрная пешка · f6 чёрный конь · g6 чёрная пешка · d5 чёрная пешка · d4 белая пешка · f4 белая пешка · b3 белая пешка · d3 белый слон · e3 белая ладья · a2 белая пешка · b2 белый слон · d2 белый ферзь · g2 белая пешка · h2 белая пешка · f1 белая ладья · g1 белый король | 5 |
| 4 | c8 чёрная ладья · g8 чёрный король · a7 чёрная пешка · b7 чёрный слон · c7 чёрная ладья · e7 чёрный ферзь · h7 чёрная пешка · b6 чёрная пешка · e6 чёрная пешка · f6 чёрный конь · g6 чёрная пешка · d5 чёрная пешка · d4 белая пешка · f4 белая пешка · b3 белая пешка · d3 белый слон · e3 белая ладья · a2 белая пешка · b2 белый слон · d2 белый ферзь · g2 белая пешка · h2 белая пешка · f1 белая ладья · g1 белый король | c8 чёрная ладья · g8 чёрный король · a7 чёрная пешка · b7 чёрный слон · c7 чёрная ладья · e7 чёрный ферзь · h7 чёрная пешка · b6 чёрная пешка · e6 чёрная пешка · f6 чёрный конь · g6 чёрная пешка · d5 чёрная пешка · d4 белая пешка · f4 белая пешка · b3 белая пешка · d3 белый слон · e3 белая ладья · a2 белая пешка · b2 белый слон · d2 белый ферзь · g2 белая пешка · h2 белая пешка · f1 белая ладья · g1 белый король | c8 чёрная ладья · g8 чёрный король · a7 чёрная пешка · b7 чёрный слон · c7 чёрная ладья · e7 чёрный ферзь · h7 чёрная пешка · b6 чёрная пешка · e6 чёрная пешка · f6 чёрный конь · g6 чёрная пешка · d5 чёрная пешка · d4 белая пешка · f4 белая пешка · b3 белая пешка · d3 белый слон · e3 белая ладья · a2 белая пешка · b2 белый слон · d2 белый ферзь · g2 белая пешка · h2 белая пешка · f1 белая ладья · g1 белый король | c8 чёрная ладья · g8 чёрный король · a7 чёрная пешка · b7 чёрный слон · c7 чёрная ладья · e7 чёрный ферзь · h7 чёрная пешка · b6 чёрная пешка · e6 чёрная пешка · f6 чёрный конь · g6 чёрная пешка · d5 чёрная пешка · d4 белая пешка · f4 белая пешка · b3 белая пешка · d3 белый слон · e3 белая ладья · a2 белая пешка · b2 белый слон · d2 белый ферзь · g2 белая пешка · h2 белая пешка · f1 белая ладья · g1 белый король | c8 чёрная ладья · g8 чёрный король · a7 чёрная пешка · b7 чёрный слон · c7 чёрная ладья · e7 чёрный ферзь · h7 чёрная пешка · b6 чёрная пешка · e6 чёрная пешка · f6 чёрный конь · g6 чёрная пешка · d5 чёрная пешка · d4 белая пешка · f4 белая пешка · b3 белая пешка · d3 белый слон · e3 белая ладья · a2 белая пешка · b2 белый слон · d2 белый ферзь · g2 белая пешка · h2 белая пешка · f1 белая ладья · g1 белый король | c8 чёрная ладья · g8 чёрный король · a7 чёрная пешка · b7 чёрный слон · c7 чёрная ладья · e7 чёрный ферзь · h7 чёрная пешка · b6 чёрная пешка · e6 чёрная пешка · f6 чёрный конь · g6 чёрная пешка · d5 чёрная пешка · d4 белая пешка · f4 белая пешка · b3 белая пешка · d3 белый слон · e3 белая ладья · a2 белая пешка · b2 белый слон · d2 белый ферзь · g2 белая пешка · h2 белая пешка · f1 белая ладья · g1 белый король | c8 чёрная ладья · g8 чёрный король · a7 чёрная пешка · b7 чёрный слон · c7 чёрная ладья · e7 чёрный ферзь · h7 чёрная пешка · b6 чёрная пешка · e6 чёрная пешка · f6 чёрный конь · g6 чёрная пешка · d5 чёрная пешка · d4 белая пешка · f4 белая пешка · b3 белая пешка · d3 белый слон · e3 белая ладья · a2 белая пешка · b2 белый слон · d2 белый ферзь · g2 белая пешка · h2 белая пешка · f1 белая ладья · g1 белый король | c8 чёрная ладья · g8 чёрный король · a7 чёрная пешка · b7 чёрный слон · c7 чёрная ладья · e7 чёрный ферзь · h7 чёрная пешка · b6 чёрная пешка · e6 чёрная пешка · f6 чёрный конь · g6 чёрная пешка · d5 чёрная пешка · d4 белая пешка · f4 белая пешка · b3 белая пешка · d3 белый слон · e3 белая ладья · a2 белая пешка · b2 белый слон · d2 белый ферзь · g2 белая пешка · h2 белая пешка · f1 белая ладья · g1 белый король | 4 |
| 3 | c8 чёрная ладья · g8 чёрный король · a7 чёрная пешка · b7 чёрный слон · c7 чёрная ладья · e7 чёрный ферзь · h7 чёрная пешка · b6 чёрная пешка · e6 чёрная пешка · f6 чёрный конь · g6 чёрная пешка · d5 чёрная пешка · d4 белая пешка · f4 белая пешка · b3 белая пешка · d3 белый слон · e3 белая ладья · a2 белая пешка · b2 белый слон · d2 белый ферзь · g2 белая пешка · h2 белая пешка · f1 белая ладья · g1 белый король | c8 чёрная ладья · g8 чёрный король · a7 чёрная пешка · b7 чёрный слон · c7 чёрная ладья · e7 чёрный ферзь · h7 чёрная пешка · b6 чёрная пешка · e6 чёрная пешка · f6 чёрный конь · g6 чёрная пешка · d5 чёрная пешка · d4 белая пешка · f4 белая пешка · b3 белая пешка · d3 белый слон · e3 белая ладья · a2 белая пешка · b2 белый слон · d2 белый ферзь · g2 белая пешка · h2 белая пешка · f1 белая ладья · g1 белый король | c8 чёрная ладья · g8 чёрный король · a7 чёрная пешка · b7 чёрный слон · c7 чёрная ладья · e7 чёрный ферзь · h7 чёрная пешка · b6 чёрная пешка · e6 чёрная пешка · f6 чёрный конь · g6 чёрная пешка · d5 чёрная пешка · d4 белая пешка · f4 белая пешка · b3 белая пешка · d3 белый слон · e3 белая ладья · a2 белая пешка · b2 белый слон · d2 белый ферзь · g2 белая пешка · h2 белая пешка · f1 белая ладья · g1 белый король | c8 чёрная ладья · g8 чёрный король · a7 чёрная пешка · b7 чёрный слон · c7 чёрная ладья · e7 чёрный ферзь · h7 чёрная пешка · b6 чёрная пешка · e6 чёрная пешка · f6 чёрный конь · g6 чёрная пешка · d5 чёрная пешка · d4 белая пешка · f4 белая пешка · b3 белая пешка · d3 белый слон · e3 белая ладья · a2 белая пешка · b2 белый слон · d2 белый ферзь · g2 белая пешка · h2 белая пешка · f1 белая ладья · g1 белый король | c8 чёрная ладья · g8 чёрный король · a7 чёрная пешка · b7 чёрный слон · c7 чёрная ладья · e7 чёрный ферзь · h7 чёрная пешка · b6 чёрная пешка · e6 чёрная пешка · f6 чёрный конь · g6 чёрная пешка · d5 чёрная пешка · d4 белая пешка · f4 белая пешка · b3 белая пешка · d3 белый слон · e3 белая ладья · a2 белая пешка · b2 белый слон · d2 белый ферзь · g2 белая пешка · h2 белая пешка · f1 белая ладья · g1 белый король | c8 чёрная ладья · g8 чёрный король · a7 чёрная пешка · b7 чёрный слон · c7 чёрная ладья · e7 чёрный ферзь · h7 чёрная пешка · b6 чёрная пешка · e6 чёрная пешка · f6 чёрный конь · g6 чёрная пешка · d5 чёрная пешка · d4 белая пешка · f4 белая пешка · b3 белая пешка · d3 белый слон · e3 белая ладья · a2 белая пешка · b2 белый слон · d2 белый ферзь · g2 белая пешка · h2 белая пешка · f1 белая ладья · g1 белый король | c8 чёрная ладья · g8 чёрный король · a7 чёрная пешка · b7 чёрный слон · c7 чёрная ладья · e7 чёрный ферзь · h7 чёрная пешка · b6 чёрная пешка · e6 чёрная пешка · f6 чёрный конь · g6 чёрная пешка · d5 чёрная пешка · d4 белая пешка · f4 белая пешка · b3 белая пешка · d3 белый слон · e3 белая ладья · a2 белая пешка · b2 белый слон · d2 белый ферзь · g2 белая пешка · h2 белая пешка · f1 белая ладья · g1 белый король | c8 чёрная ладья · g8 чёрный король · a7 чёрная пешка · b7 чёрный слон · c7 чёрная ладья · e7 чёрный ферзь · h7 чёрная пешка · b6 чёрная пешка · e6 чёрная пешка · f6 чёрный конь · g6 чёрная пешка · d5 чёрная пешка · d4 белая пешка · f4 белая пешка · b3 белая пешка · d3 белый слон · e3 белая ладья · a2 белая пешка · b2 белый слон · d2 белый ферзь · g2 белая пешка · h2 белая пешка · f1 белая ладья · g1 белый король | 3 |
| 2 | c8 чёрная ладья · g8 чёрный король · a7 чёрная пешка · b7 чёрный слон · c7 чёрная ладья · e7 чёрный ферзь · h7 чёрная пешка · b6 чёрная пешка · e6 чёрная пешка · f6 чёрный конь · g6 чёрная пешка · d5 чёрная пешка · d4 белая пешка · f4 белая пешка · b3 белая пешка · d3 белый слон · e3 белая ладья · a2 белая пешка · b2 белый слон · d2 белый ферзь · g2 белая пешка · h2 белая пешка · f1 белая ладья · g1 белый король | c8 чёрная ладья · g8 чёрный король · a7 чёрная пешка · b7 чёрный слон · c7 чёрная ладья · e7 чёрный ферзь · h7 чёрная пешка · b6 чёрная пешка · e6 чёрная пешка · f6 чёрный конь · g6 чёрная пешка · d5 чёрная пешка · d4 белая пешка · f4 белая пешка · b3 белая пешка · d3 белый слон · e3 белая ладья · a2 белая пешка · b2 белый слон · d2 белый ферзь · g2 белая пешка · h2 белая пешка · f1 белая ладья · g1 белый король | c8 чёрная ладья · g8 чёрный король · a7 чёрная пешка · b7 чёрный слон · c7 чёрная ладья · e7 чёрный ферзь · h7 чёрная пешка · b6 чёрная пешка · e6 чёрная пешка · f6 чёрный конь · g6 чёрная пешка · d5 чёрная пешка · d4 белая пешка · f4 белая пешка · b3 белая пешка · d3 белый слон · e3 белая ладья · a2 белая пешка · b2 белый слон · d2 белый ферзь · g2 белая пешка · h2 белая пешка · f1 белая ладья · g1 белый король | c8 чёрная ладья · g8 чёрный король · a7 чёрная пешка · b7 чёрный слон · c7 чёрная ладья · e7 чёрный ферзь · h7 чёрная пешка · b6 чёрная пешка · e6 чёрная пешка · f6 чёрный конь · g6 чёрная пешка · d5 чёрная пешка · d4 белая пешка · f4 белая пешка · b3 белая пешка · d3 белый слон · e3 белая ладья · a2 белая пешка · b2 белый слон · d2 белый ферзь · g2 белая пешка · h2 белая пешка · f1 белая ладья · g1 белый король | c8 чёрная ладья · g8 чёрный король · a7 чёрная пешка · b7 чёрный слон · c7 чёрная ладья · e7 чёрный ферзь · h7 чёрная пешка · b6 чёрная пешка · e6 чёрная пешка · f6 чёрный конь · g6 чёрная пешка · d5 чёрная пешка · d4 белая пешка · f4 белая пешка · b3 белая пешка · d3 белый слон · e3 белая ладья · a2 белая пешка · b2 белый слон · d2 белый ферзь · g2 белая пешка · h2 белая пешка · f1 белая ладья · g1 белый король | c8 чёрная ладья · g8 чёрный король · a7 чёрная пешка · b7 чёрный слон · c7 чёрная ладья · e7 чёрный ферзь · h7 чёрная пешка · b6 чёрная пешка · e6 чёрная пешка · f6 чёрный конь · g6 чёрная пешка · d5 чёрная пешка · d4 белая пешка · f4 белая пешка · b3 белая пешка · d3 белый слон · e3 белая ладья · a2 белая пешка · b2 белый слон · d2 белый ферзь · g2 белая пешка · h2 белая пешка · f1 белая ладья · g1 белый король | c8 чёрная ладья · g8 чёрный король · a7 чёрная пешка · b7 чёрный слон · c7 чёрная ладья · e7 чёрный ферзь · h7 чёрная пешка · b6 чёрная пешка · e6 чёрная пешка · f6 чёрный конь · g6 чёрная пешка · d5 чёрная пешка · d4 белая пешка · f4 белая пешка · b3 белая пешка · d3 белый слон · e3 белая ладья · a2 белая пешка · b2 белый слон · d2 белый ферзь · g2 белая пешка · h2 белая пешка · f1 белая ладья · g1 белый король | c8 чёрная ладья · g8 чёрный король · a7 чёрная пешка · b7 чёрный слон · c7 чёрная ладья · e7 чёрный ферзь · h7 чёрная пешка · b6 чёрная пешка · e6 чёрная пешка · f6 чёрный конь · g6 чёрная пешка · d5 чёрная пешка · d4 белая пешка · f4 белая пешка · b3 белая пешка · d3 белый слон · e3 белая ладья · a2 белая пешка · b2 белый слон · d2 белый ферзь · g2 белая пешка · h2 белая пешка · f1 белая ладья · g1 белый король | 2 |
| 1 | c8 чёрная ладья · g8 чёрный король · a7 чёрная пешка · b7 чёрный слон · c7 чёрная ладья · e7 чёрный ферзь · h7 чёрная пешка · b6 чёрная пешка · e6 чёрная пешка · f6 чёрный конь · g6 чёрная пешка · d5 чёрная пешка · d4 белая пешка · f4 белая пешка · b3 белая пешка · d3 белый слон · e3 белая ладья · a2 белая пешка · b2 белый слон · d2 белый ферзь · g2 белая пешка · h2 белая пешка · f1 белая ладья · g1 белый король | c8 чёрная ладья · g8 чёрный король · a7 чёрная пешка · b7 чёрный слон · c7 чёрная ладья · e7 чёрный ферзь · h7 чёрная пешка · b6 чёрная пешка · e6 чёрная пешка · f6 чёрный конь · g6 чёрная пешка · d5 чёрная пешка · d4 белая пешка · f4 белая пешка · b3 белая пешка · d3 белый слон · e3 белая ладья · a2 белая пешка · b2 белый слон · d2 белый ферзь · g2 белая пешка · h2 белая пешка · f1 белая ладья · g1 белый король | c8 чёрная ладья · g8 чёрный король · a7 чёрная пешка · b7 чёрный слон · c7 чёрная ладья · e7 чёрный ферзь · h7 чёрная пешка · b6 чёрная пешка · e6 чёрная пешка · f6 чёрный конь · g6 чёрная пешка · d5 чёрная пешка · d4 белая пешка · f4 белая пешка · b3 белая пешка · d3 белый слон · e3 белая ладья · a2 белая пешка · b2 белый слон · d2 белый ферзь · g2 белая пешка · h2 белая пешка · f1 белая ладья · g1 белый король | c8 чёрная ладья · g8 чёрный король · a7 чёрная пешка · b7 чёрный слон · c7 чёрная ладья · e7 чёрный ферзь · h7 чёрная пешка · b6 чёрная пешка · e6 чёрная пешка · f6 чёрный конь · g6 чёрная пешка · d5 чёрная пешка · d4 белая пешка · f4 белая пешка · b3 белая пешка · d3 белый слон · e3 белая ладья · a2 белая пешка · b2 белый слон · d2 белый ферзь · g2 белая пешка · h2 белая пешка · f1 белая ладья · g1 белый король | c8 чёрная ладья · g8 чёрный король · a7 чёрная пешка · b7 чёрный слон · c7 чёрная ладья · e7 чёрный ферзь · h7 чёрная пешка · b6 чёрная пешка · e6 чёрная пешка · f6 чёрный конь · g6 чёрная пешка · d5 чёрная пешка · d4 белая пешка · f4 белая пешка · b3 белая пешка · d3 белый слон · e3 белая ладья · a2 белая пешка · b2 белый слон · d2 белый ферзь · g2 белая пешка · h2 белая пешка · f1 белая ладья · g1 белый король | c8 чёрная ладья · g8 чёрный король · a7 чёрная пешка · b7 чёрный слон · c7 чёрная ладья · e7 чёрный ферзь · h7 чёрная пешка · b6 чёрная пешка · e6 чёрная пешка · f6 чёрный конь · g6 чёрная пешка · d5 чёрная пешка · d4 белая пешка · f4 белая пешка · b3 белая пешка · d3 белый слон · e3 белая ладья · a2 белая пешка · b2 белый слон · d2 белый ферзь · g2 белая пешка · h2 белая пешка · f1 белая ладья · g1 белый король | c8 чёрная ладья · g8 чёрный король · a7 чёрная пешка · b7 чёрный слон · c7 чёрная ладья · e7 чёрный ферзь · h7 чёрная пешка · b6 чёрная пешка · e6 чёрная пешка · f6 чёрный конь · g6 чёрная пешка · d5 чёрная пешка · d4 белая пешка · f4 белая пешка · b3 белая пешка · d3 белый слон · e3 белая ладья · a2 белая пешка · b2 белый слон · d2 белый ферзь · g2 белая пешка · h2 белая пешка · f1 белая ладья · g1 белый король | c8 чёрная ладья · g8 чёрный король · a7 чёрная пешка · b7 чёрный слон · c7 чёрная ладья · e7 чёрный ферзь · h7 чёрная пешка · b6 чёрная пешка · e6 чёрная пешка · f6 чёрный конь · g6 чёрная пешка · d5 чёрная пешка · d4 белая пешка · f4 белая пешка · b3 белая пешка · d3 белый слон · e3 белая ладья · a2 белая пешка · b2 белый слон · d2 белый ферзь · g2 белая пешка · h2 белая пешка · f1 белая ладья · g1 белый король | 1 |
|   | a | b | c | d | e | f | g | h |   |

Комбинацию, осуществлённую в партии с Блэкберном (чёрные; Лондон, 1883), Стейниц назвал «одной из величайших, может быть даже самой красивой из всех, когда-либо созданных на шахматной доске»:
23.f5 Ke4 24.С:е4 de 25.fg! Лс2 26.gh+ Kph8 
 27.d5+ e5 28.Фb4!! Л8с5 

(28. … Ф:b4 29.С:e5+ Кр: h7 30.Лh3+ Крg6 
 31.Лf6+ Крg5 32.Лg3+ Крh5 33.Лf5+ Крh6 
 34.Сf4+ Крh7 35.Лh5#) 

29.Лf8+! Кр: h7 

(29. … Ф:f8 30.С:e5+ Кр: h7 31.Ф:e4+ Крh6 
 32.Лh3+ Крg5 33.Лg3+ Крh5 34.Фg6+) 
 30.Ф:е4+ Kpg7 31.С:е5+ Кр: f8 32.Cg7+! Kpg8 
 33.Ф:е7 1 : 0.